# Prostějov
Prostějov (in tedesco Proßnitz, in polacco Prościejów) in Moravia è una città nella regione di Olomouc, in Repubblica Ceca.
Conta circa 46 436 abitanti (2006) e si trova nelle vicinanze di Brno, Olomouc e Přerov. La città è un centro importante e noto per la sua industria tessile, e si può far risalire la sua storia sino al XIII secolo.

## Società

### Evoluzione demografica
| Anno     | 1970   | 1980   | 1991   | 2001   | 2003   |
| Abitanti | 42 862 | 48 505 | 50 074 | 48 159 | 47 374 |

## Sport
In città ha sede la squadra di basket B.K. Prostějov protagonista nel massimo campionato nazionale.